# شنالس
شنالس (به ایتالیایی: Senales) یک کومونه در ایتالیا است که در تیرول جنوبی واقع شده‌است. شنالس ۲۱۱٫۲ کیلومتر مربع مساحت و ۱٬۳۴۵ نفر جمعیت دارد.

## نگارخانه

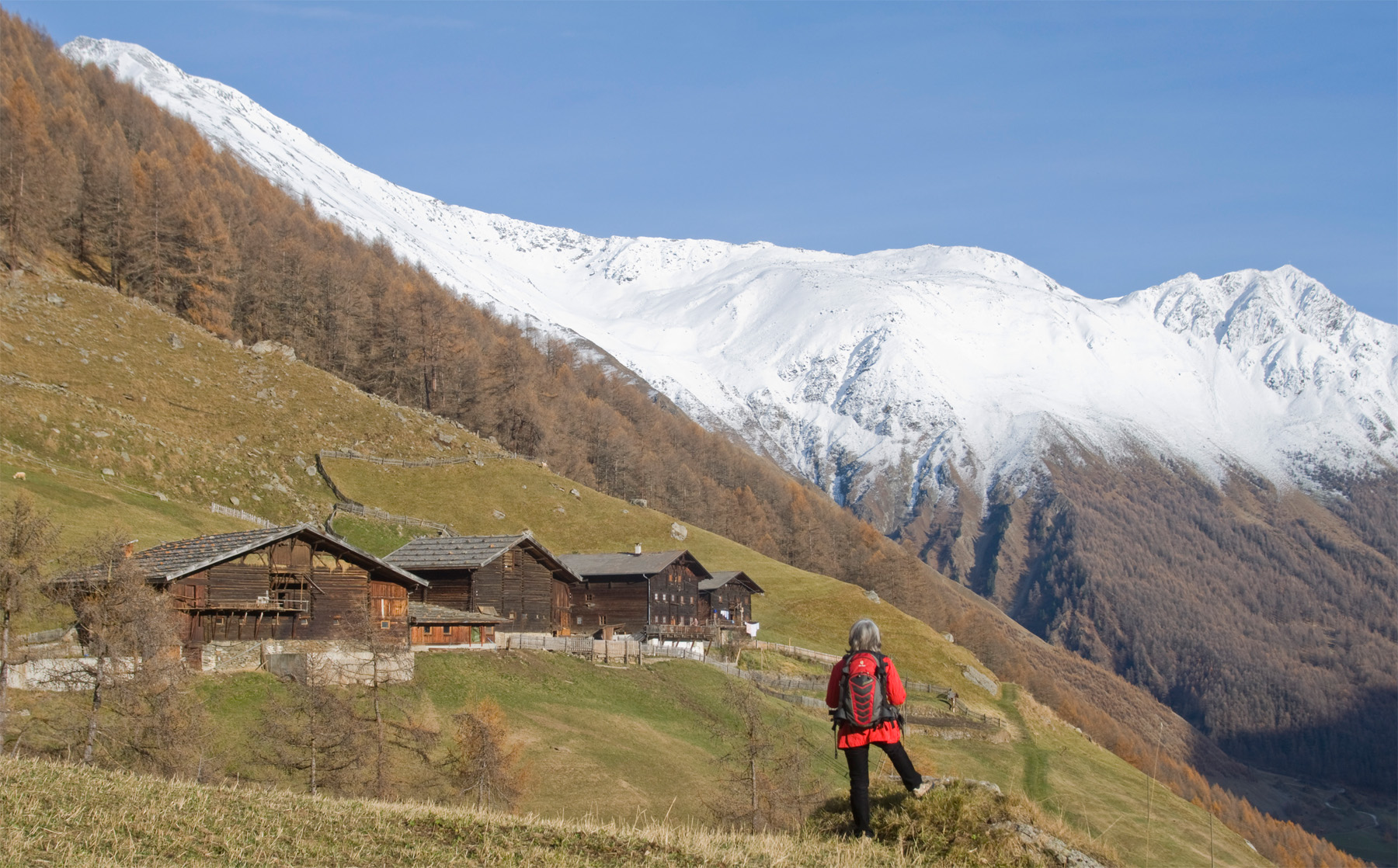
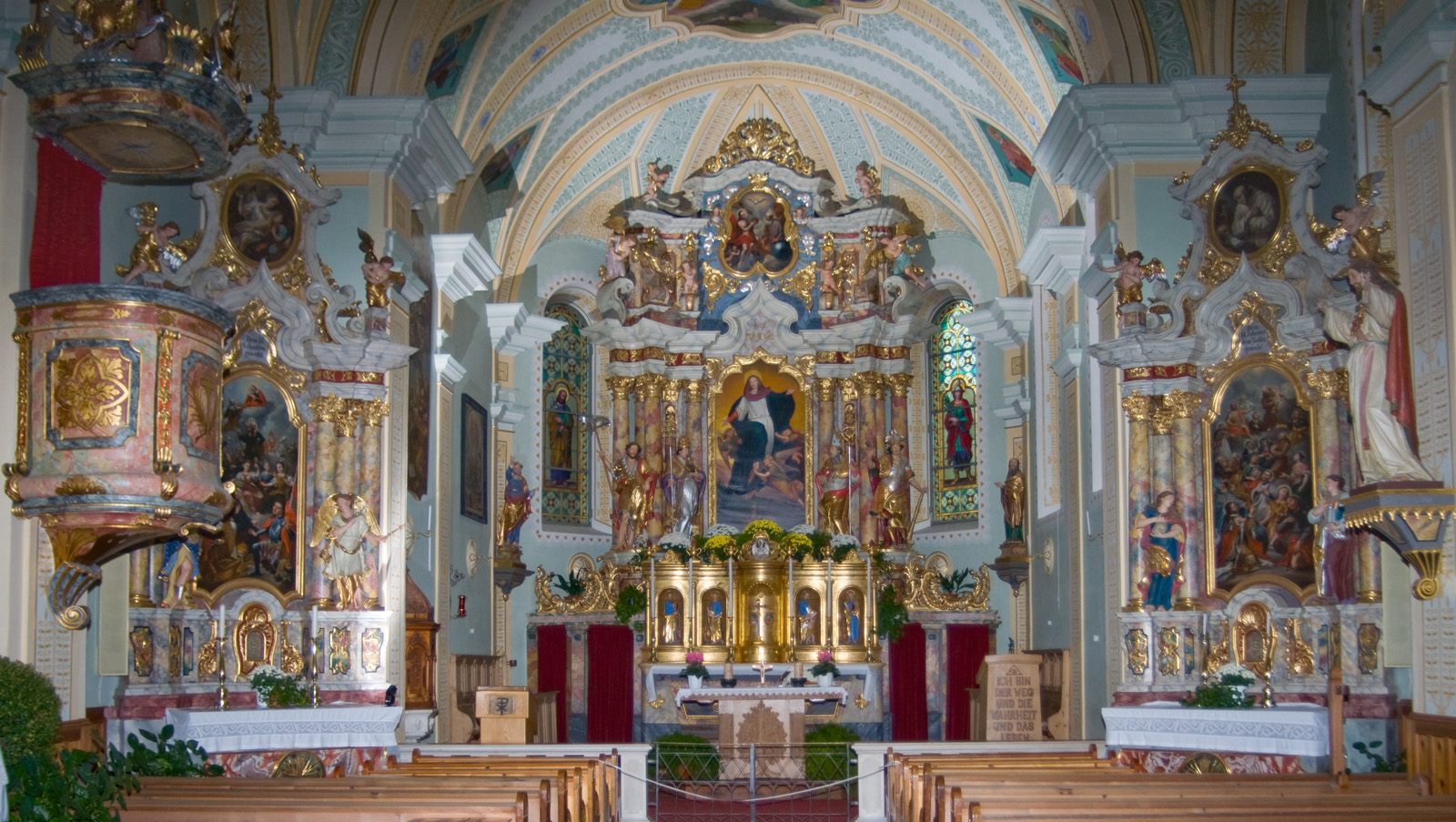